# Great Chalfield Manor

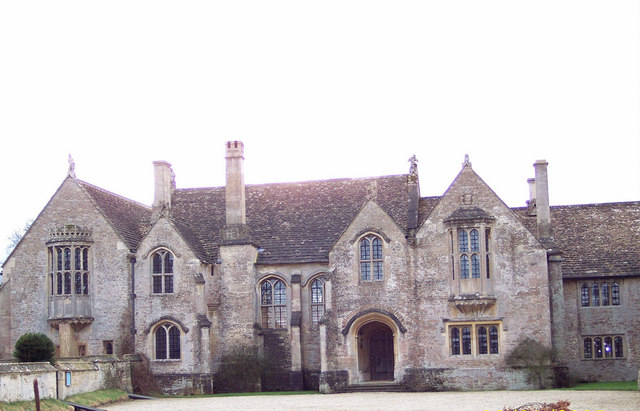
Widok na Great Chalfield Manor.

Great Chalfield Manor – angielski dworek w Great Chalfield, położony ok. 4 km na północny wschód od miasta Bradford-on-Avon, w zachodniej części hrabstwa Wiltshire. Dworek był użyczany do filmowych produkcji i pojawił się w takich dziełach jak Perswazje (2007) czy Poldark – Wichry losu (serial).